# Torosgyugh
Torosgyugh (en arménien Թորոսգյուղ) est une communauté rurale du marz de Shirak en Arménie. En 2008, elle compte 296 habitants.